# Fedor von Rauch

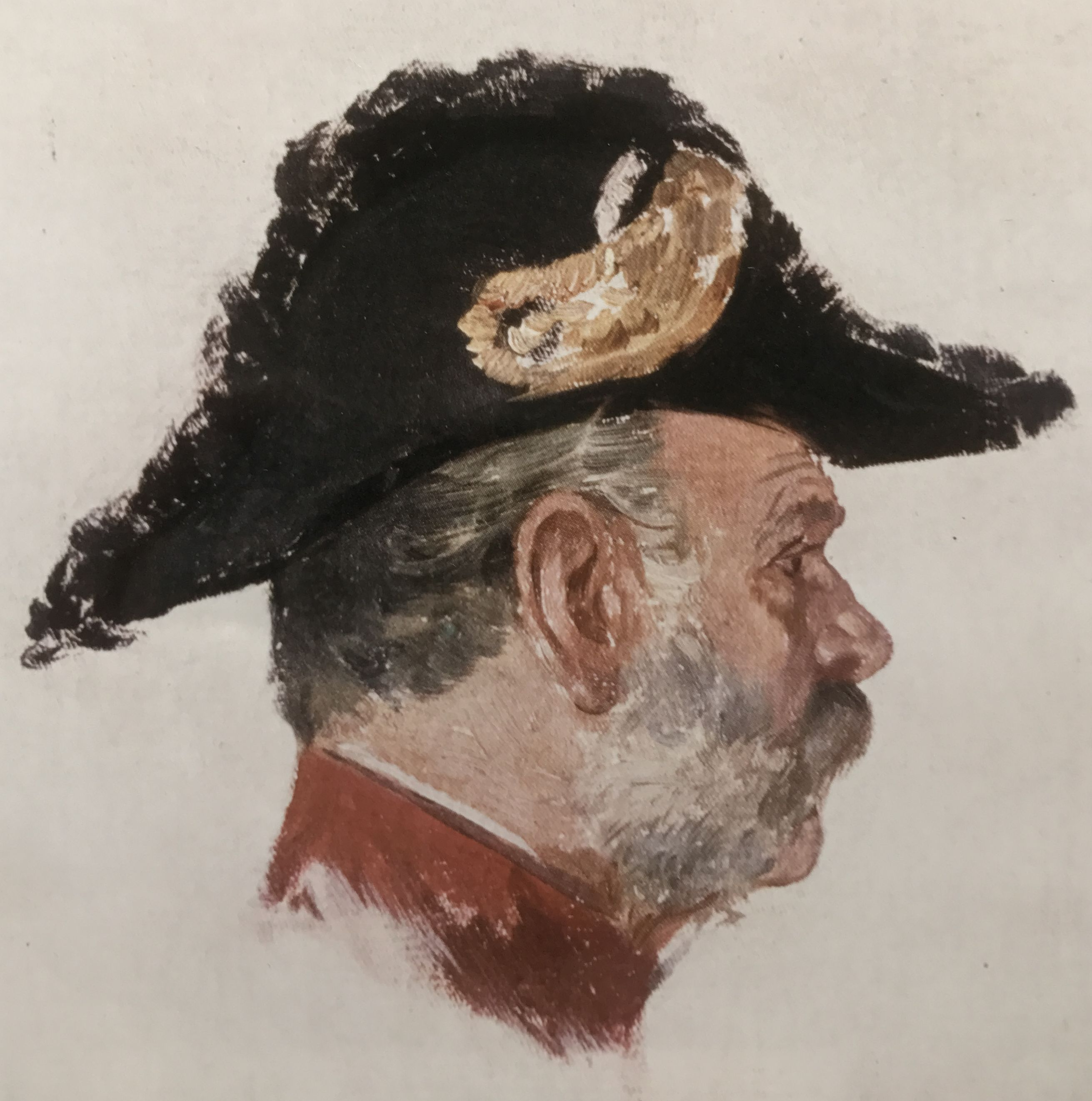
Oberstallmeister Fedor von Rauch, Porträtstudie von Anton von Werner, um 1870

Fedor Alexander Gustav von Rauch (* 8. August 1822 in Berlin; † 15. Januar 1892) war ein preußischer Kavallerieoffizier und im Rang eines Wirklichen Geheimen Rates Oberstallmeister des mecklenburg-strelitzschen Großherzogs Georg sowie der preußischen Könige und Deutschen Kaiser Wilhelm I., Friedrich III. und Wilhelm II. Im Galopprennsport und in der Vollblutzucht wirkte er u. a. als Vizepräsident des Union-Klubs in Berlin.

## Leben

### Herkunft
Fedor von Rauch entstammte der preußischen Adelsfamilie Rauch. Er war Sohn des preußischen Kriegsministers und Ehrenbürgers von Berlin, General der Infanterie Gustav von Rauch und dessen zweiter Ehefrau Rosalie, geborene von Holtzendorff (1790–1862). Sein Großvater war der Generalmajor Bonaventura von Rauch.
Seine Brüder waren der General der Kavallerie Gustav Waldemar von Rauch und der General der Infanterie Albert von Rauch. Sein Halbbruder war der Hofmarschall und Kammerherr Adolf von Rauch. Seine Schwester Rosalie Gräfin von Hohenau, war die zweite, morganatische Ehefrau von Prinz Albrecht von Preußen, des jüngsten Bruders von König Friedrich Wilhelm IV. und Kaiser Wilhelm I. Zu seinen Vettern zählte General der Kavallerie Alfred Bonaventura von Rauch, mit dem er seine galopprennsportliche Begeisterung teilte.

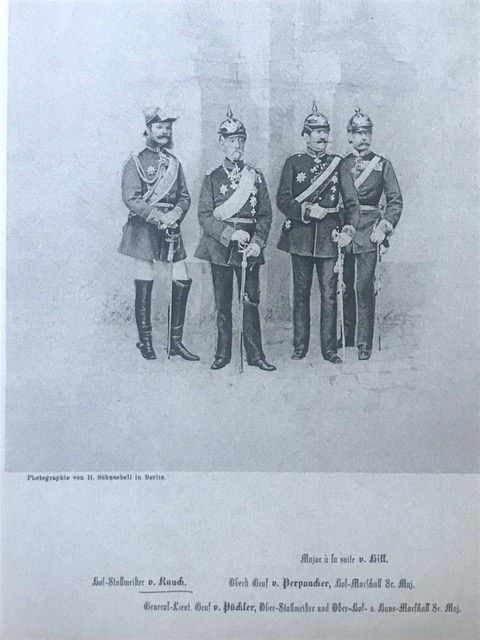
Fedor von Rauch als kaiserlicher Hofstallmeister (links) mit Oberhofmarschall Hermann Graf Pückler, Hofmarschall Friedrich Graf Perponcher und Flügeladjutant von Hill bei der Kaiserproklamation 1871

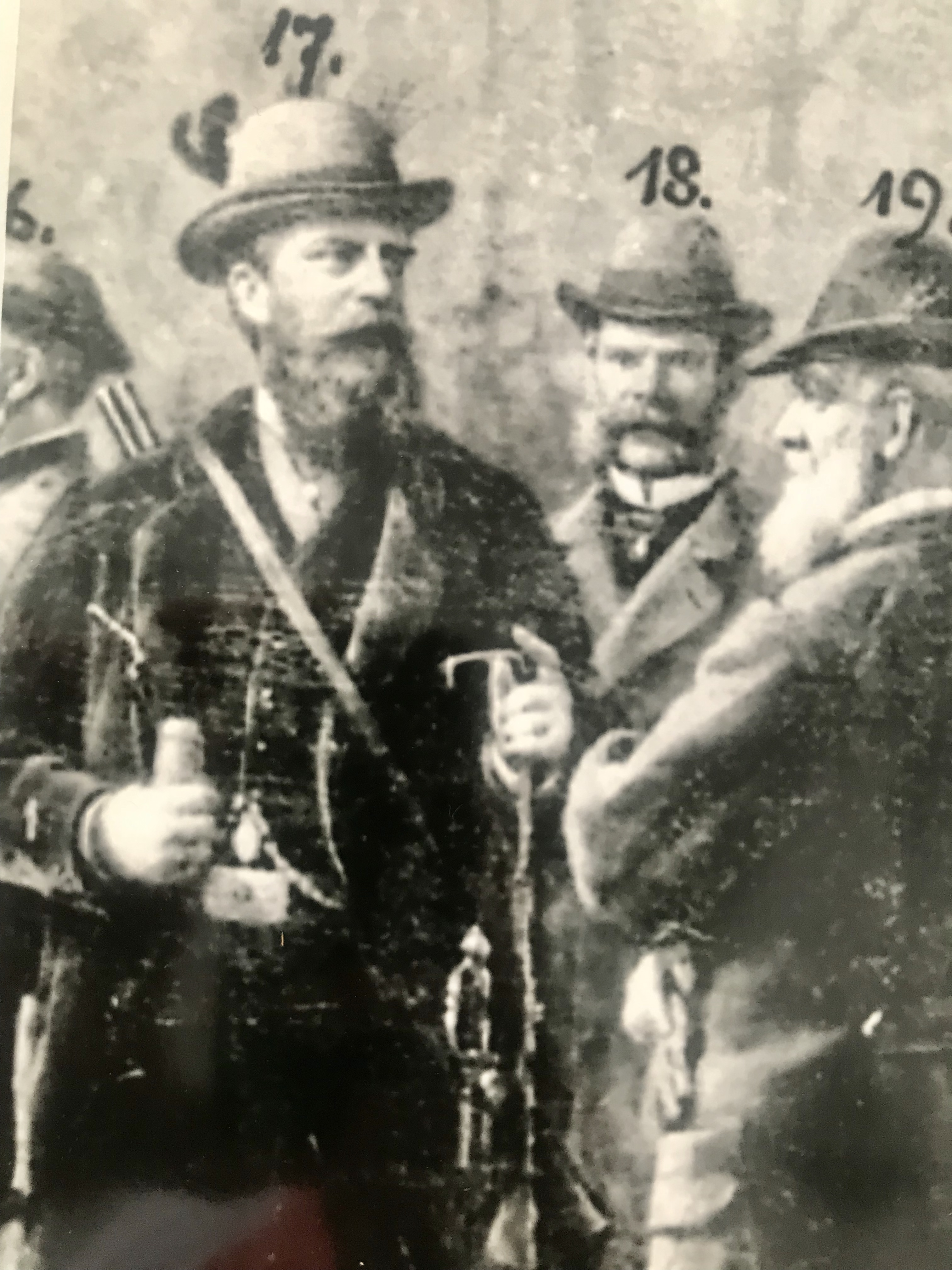
Fedor von Rauch (18) im Gefolge von Kronprinz Friedrich von Preußen (17) - re. Ferdinand Graf von Alvensleben (19); Legende zu Conrad Freyberg, Hofjag in Letzlingen, Ölgemälde, 1881

### Werdegang als Kavallerieoffizier und Hofstallmeister
Fedor von Rauch begann zunächst eine Karriere als Kavallerieoffizier und trat 1839 in Berlin als Avantageur in das Garde-Dragoner-Regiment der Preußischen Armee ein. Noch im gleichen Jahr wurde er zum Portepee-Fähnrich befördert und 1840 als Sekondeleutnant aggregiert, um 1845 über den Etat einrangiert zu werden. 1847 erhielt Fedor von Rauch die Gelegenheit, ebenfalls in Berlin ein Jahr lang die preußische Gestütsverwaltung kennenzulernen. Von 1849 bis 1851 kehrte er als Regimentsadjutant zu den Garde-Dragonern zurück.
Nachdem er 1851 zunächst für ein Jahr zur Gestütsverwaltung des Großherzogs von Mecklenburg-Strelitz beurlaubt worden war, entschied er sich 1852 – zwischenzeitlich zum Premierleutnant befördert – für den endgültigen Wechsel nach Neustrelitz. Am Hof von Großherzog Georg wirkte er bis zu dessen Tod zunächst als Reise-, ab 1860 kurzzeitig als Oberstallmeister und wurde 1852 Kammerherr.
Bevor Prinzregent Wilhelm 1861 zum König von Preußen gekrönt wurde, stellte er personell seinen Hofstaat neu zusammen und gewann Fedor von Rauch für eine Rückkehr nach Berlin als Hofstallmeister. Später stieg Rauch zum Vize-Oberstallmeister und Wirklichen Geheimen Rat auf. Mit dem Ausscheiden des langjährigen Oberhof- und Hausmarschalls Hermann von Pückler wurde Fedor von Rauch 1886 Oberstallmeister von Kaiser Wilhelm I. und Leiter des kaiserlichen Ober-Marstalls. Er war der einzige unter allen Hofchargen, der dem Berliner Hof während der gesamten Regierungszeit König bzw. Kaiser Wilhelms I. angehörte. Das zu den Oberhof-Chargen zählende Amt des Oberstallmeisters bekleidete Fedor von Rauch auch unter Kaiser Friedrich III. und Kaiser Wilhelm II. 1891 trat er in den Ruhestand. Sein Nachfolger wurde Ernst Graf von Wedel.
Fedor von Rauch erlebte die beiden Kriege von 1866 und 1870/71 im Großen Hauptquartier des preußischen Königs. Am 18. Januar 1871 nahm er an der Kaiserproklamation in Versailles teil. Darüber berichtete er seiner Ehefrau in Feldpostbriefen, die sein jüngster Sohn, der ebenfalls den Vornamen Fedor trug, 1911 unter dem Titel Briefe aus dem Großen Hauptquartier im Berliner Verlag von Karl Siegismund veröffentlichte. Von Fedor von Rauch fertigte Anton von Werner 1877 eine Porträtskizze für dessen monumentales Wandbild zur „Proklamierung des deutschen Kaiserreiches“ im Berliner Schloss (verbrannt während eines Luftangriffs im Februar 1945).
Anlässlich seines 50-jährigen Dienstjubiläums 1889 wurde Fedor von Rauch von Kaiser Wilhelm II. das Kreuz und der Stern der Komture des Hausordens von Hohenzollern verliehen.

### Galopprennsport
Fedor von Rauch hatte sich über seine Hofämter hinaus einen Namen im Galopprennsport und in der Vollblutzucht, als Renn-, Dressur- und Kampagnereiter, aber auch als Fahrer gemacht. 1848 wurde er gemeinsam mit seinem Vetter Alfred Bonaventura von Rauch Champion der Herren- bzw. Amateur-Rennreiter.
Nach Beendigung des aktiven Pferdesports wirkte Fedor von Rauch als Hofstallmeister gegenüber dem preußischen König Wilhelm 1867/68 maßgeblich beim Aufbau der Galopprennbahn Hoppegarten und ihres Rennbetriebs mit. In den 1860er und 1870er Jahren bildete Rauch gemeinsam mit Wilhelm Herz und Landstallmeister Georg Graf von Lehndorff das Direktorium des Vereins für Pferdezucht und Pferdedressur, der als erster Verein in und um Berlin Galopprennen veranstaltete. Später betätigte sich Rauch u. a. als Vizepräsident des in Berlin ansässigen Union-Klubs, der Dachorganisation für den Galopprennsport im Deutschen Kaiserreich und die Rennen in Hoppegarten.

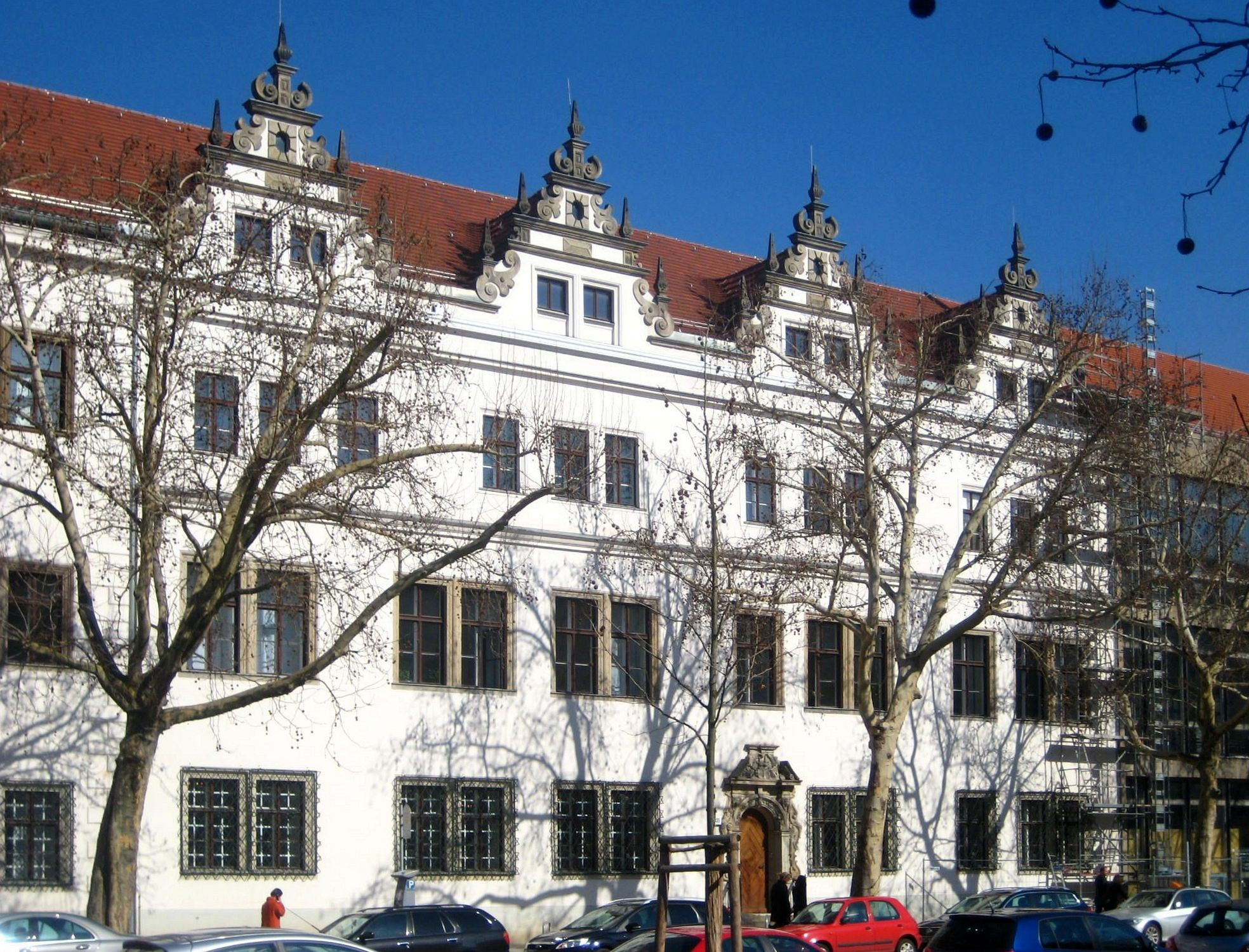
Das Berliner Ribbeck-Haus in der Breiten Straße 36 (Foto 2010)

Als königlicher Oberstallmeister lebte er zusammen mit seiner Ehefrau in der zugehörigen Dienstwohnung im Ribbeck-Haus in der Breiten Str. 36, welches dem Marstall unmittelbar benachbart ist und heute als ältestes noch bestehendes Wohngebäude Berlins gilt. Nach seiner Pensionierung wohnte Fedor von Rauch gemeinsam mit seiner Frau im Berliner Palais Arnim (Pariser Platz 4).
Wie viele der Rauchschen Familienangehörigen wurden auch Fedor und Elisabeth von Rauch auf dem Invalidenfriedhof in Berlin-Mitte bestattet. Ihre Gräber sind nicht mehr erhalten.

### Familie
Fedor von Rauch heiratete in Neustrelitz am 28. Oktober 1856 Elisabeth Gräfin von Waldersee (1837–1914), Hofdame der Großherzogin Marie von Mecklenburg-Strelitz. Sie war die Tochter von Oberst a. D. Eduard Graf von Waldersee und dessen Ehefrau Laurette, geborene von Alvensleben.
Aus der Ehe gingen drei Söhne hervor, die unverheiratet und kinderlos verstorben sind:
- Mortimer (1857–1879), Spielkamerad des späteren Kaisers Wilhelm II.[6], Portepee-Fähnrich im 1. Brandenburgischen Dragoner-Regiment Nr. 2 ("Schwedter Dragoner")
- Georg (1861–1905), Landstallmeister und Gestütsdirektor des preußischen Landgestüts Marienwerder, Rittmeister der Garde-Landwehr-Kavallerie, Begleiter von Herzog Adolf Friedrich zu Mecklenburg-Schwerin bei dessen Distanzritt 1894 von Jerusalem über Damaskus und Konstantinopel nach Budapest[7]
- Fedor (1866–1915), Autor, Kaiserlich Chinesischer Legationsrat a. D., preußischer Leutnant und Regimentsadjutant im Ulanen-Regiment „Graf Haeseler“ (2. Brandenburgisches) Nr. 11 (bis 1891)[8]

## Archivalien
- Genealogische Sammlung Cuno Freiherr von Rodde. Gesammelte Lebensläufe der Familie von Rauch, darunter auch zu Fedor von Rauch und seinen drei Söhnen (Landeshauptarchiv Schwerin)